# Aéronomie
L'aéronomie est l'étude des propriétés physiques et chimiques des parties de l'atmosphère où les réactions d'ionisation et de dissociation deviennent prédominantes par opposition à l'aérologie qui étudie les portions de l'atmosphère où les phénomènes de turbulences ont une importance majeure. Par extension, l'aéronomie couvre aussi l'étude de l'atmosphère des comètes et des autres planètes. L'aéronomie est une science multidisciplinaire considérée une sous-discipline de la physique atmosphérique, utilisant principalement les outils de la physique et de la chimie.
L'aéronomie partage avec l'aérologie et la météorologie l'étude de la stratosphère et de la mésosphère mais alors que la météorologie met l'accent sur la dynamique atmosphérique, l'aéronomie met l'accent sur les phénomènes physico-chimiques d'un milieu hétérogène où l'influence du rayonnement solaire est plus importante que dans la basse atmosphère.
La limite basse des études d'aéronomie sur Terre est la tropopause à une altitude comprise entre 8 et 18 kilomètres des pôles à l'équateur.
Sydney Chapman invente ce terme en 1951 et il est adopté en 1954 lorsque l’International Association of Terrestrial Magnetism and Electricity devient l’International Association of Geomagnetism and Aeronomy. L'aéronomie est toutefois plus ancienne et les premières études dans ce champ de recherche datent du début du XXe siècle. Dès 1939, Marcel Nicolet (1912-1996) invoquait la présence de l'hélium dans l'atmosphère supérieure où évolueraient plus tard les satellites artificiels. Cette prédiction lui valut le prix Daniel et Florence Guggenheim de l'Académie Internationale d'astronautique en 1963.

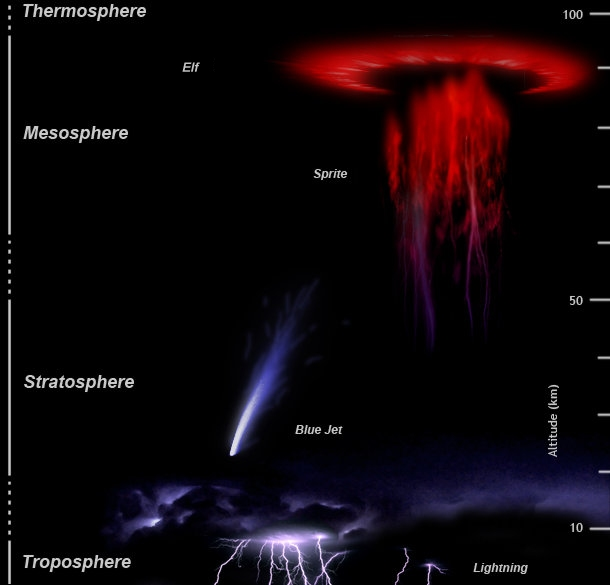
Phénomènes lumineux de la haute atmosphère.

Il a ensuite fondé l'Institut d'Aéronomie Spatiale de Belgique en 1964. Marcel Nicolet a aussi expliqué l'existence de la région D de l'ionosphère par l'ionisation de l'oxyde d'azote. Cette ionisation est due à la raie d'émission solaire Lyman-α qui pénètre jusqu'à la stratopause par une fenêtre optique de l'oxygène moléculaire.